# 渡邊宏
渡邊 宏（わたなべ ひろし、1959年10月29日 - ）は、日本の経済産業技官。新エネルギー・産業技術総合開発機構理事等を経て、経済産業省技術総括審議官を最後に退官後、日本生命保険顧問や、日本化学工業協会専務理事、中央労働災害防止協会理事を歴任した。

## 人物・経歴
1982年東京工業大学工学部化学工学科卒業。1984年東京工業大学大学院理工学研究科修士課程化学工学専攻修了、工学修士。同年通商産業省（のちの経済産業省）入省。
2002年経済産業省産業技術環境局統括技術戦略企画官。2004年経済産業省製造産業局化学課機能性化学品室長。2006年からは経済産業省商務情報政策局消費経済部製品安全課長として、パロマ湯沸器死亡事故等のガス機器事故の多発を受け、事故防止強化策の策定等にあたった。
2008年経済産業省製造産業局住宅産業窯業建材課長。2010年新エネルギー・産業技術総合開発機構理事。2012年経済産業省大臣官房審議官（製造産業局担当）。2013年経済産業省技術総括審議官。2015年退官、日本生命保険顧問。2016年日本化学工業協会専務理事・業務執行理事、中央労働災害防止協会理事。